# Seres Sándor
Seres Sándor (Nagybánhegyes, 1940. szeptember 6. –) magyar újságíró.

## Életpályája
1940. szeptember 6-án született Nagybánhegyesen, az akkori Csanád-Arad-Torontál vármegyében, földműves családban. Apja Seres Sándor, édesanyja született Pálfi Rozália. Gyermekkorát a Medgyesbodzáshoz tartozó Gábortelepen töltötte, amely 1920-ban földesuráról, alapítójáról, gróf Keglevich Gáborról kapta a nevét. Az általános iskola befejezése után, 1956 februárjában Budapestre ment ipari tanulónak. Itt érte a forradalom, részt vett a tüntetéseken, de november végén hazatért szülőföldjére. A következő esztendőben, 1957 augusztusában három évig kereskedő tanuló volt Békéscsabán a Békés megyei Vas- és Műszaki Nagykereskedelmi Vállalatnál, ahol 1960 nyarán szerzett szakmunkás-bizonyítványt. Felesége Sas Zsófia óvónő volt, akivel 1964-ben házasodtak össze, és Békéscsabára költöztek. Egy fiúgyermekük született. Felnőtt fejjel érettségizett le 1971-ben a Közgazdasági Technikum ipari tagozatán, ahol könyvelői, statisztikusi, tervezői képesítést szerzett. A Békés megyei Víz- és Csatornamű Vállalatnál 1971-1974 között dolgozott mint gazdasági-műszaki ügyintéző. Munkája mellett szerkesztette az üzemi újságot. Közben elvégezte a Magyar Újságírók Országos Szövetsége által meghirdetett kétéves Újságíró Stúdiót, majd 1982-ben főiskolai diplomát szerzett.

## Újságírói pályája
A Békés megyei Népújság munkatársa 1974-ben lett, ahol 1989-ig a belpolitikai rovatban dolgozott. Volt rovatvezető, főmunkatárs. A kereskedelemről, a vendéglátásról, a szolgáltatásokról írt cikkeket. A kétkezi emberek életét, munkáját mutatta be a Munkáscsaládok és a Munkásarcok riport-, illetve portrésorozatban. Járta a vidéket, a falvakat, a tanyavilágot. Sorra jelentek meg az itt élő, dolgozó emberek mindennapjait felidéző írások. Ezen kívül oknyomozó riportokban, publicisztikákban tárta fel a társadalmi visszásságokat. A rendszerváltozás hajnalán, 1989 augusztusában került a Dél-Kelet című független, regionális hetilaphoz, amelynek egyik alapítója volt. Először munkatársként, főmunkatársként dolgozott, majd 1992-ben létrehozott Napi Délkelet felelős-, illetve főszerkesztője lett. Az újság megszűnése után nyugdíjasként 1994-től 2001-ig az újjáalakult Heti Délkeletnél tevékenykedett. Később, 2002-2006 között a Gubucz Katalin szerkesztette Csabai Polgár című helyi lapnál, illetve a Fehér József által kiadott és szerkesztett Keletnél dolgozott.

## Munkássága
Sajtótörténeti és önéletrajzi ihletésű könyveit viszonylag későn, a a 2020-as évek elején jelentette meg. A Kitépett lapok – Volt egyszer egy Délkelet című munkája a megyei pártlap alternatívájaként létrehozott újság tündöklését és bukását mutatja be. A Kádárlap – A Népújság alulnézetből (1974-1989) sajátos, egyéni szemszögből ismerteti, elemzi a diktatúra éveiben működő, egyetlen megyei napilapnál tevékenykedő szerkesztők, újságírók munkáját, lehetőségeit, korlátait. Az internet közösségi oldalán, a Facebookon közzétett írásaiból született meg a három kötetes, múltidéző könyvsorozat, az Elveszett világ – Amerre a kisvonat kanyargott, a Mezítláb a porban – Békés megyei kastélykerengő és az Anyám csak rólam álmodott – Időutazás Bodzás pusztán.

## Szakmai elismerései
A Kiváló Munkáért kitüntetést 1982-ben ítélte oda a Tájékoztatási Hivatal elnöke. A SZÖVOSZ elnöksége 1987-ben Nívódíjjal ismerte el a munkáját, míg 1988-ban kormánykitüntetésben részesült, megkapta a Munka Érdemrend bronz fokozatát.

## Művei
- Kitépett lapok - Volt egyszer egy Délkelet. Magánkiadás, 2020.[1]
- Kádárlap - A Népújság alulnézetből (1974-1989). Magánkiadás, 2021.
- Elveszett világ - Amerre a kisvonat kanyargott. Magánkiadás, 2022.
- Mezítláb a porban - Békés megyei kastélykerengő. Magánkiadás, 2022.
- Anyám csak rólam álmodott - Időutazás Bodzás pusztán. 2023.